# Церковь Святой Параскевы (Квятонь, православная)
Церковь святой Параскевы (пол. Cerkiew św. Paraskewy) — православный храм, находящийся в селе Квятонь, Горлицкий повят, Малопольское воеводство. Храм принадлежит к Перемышльской и Новосондентской епархию Польской православной церкви.
Храм располагается возле дороги на Усце-Горлицке в непосредственной близости от одноимённой грекокатолической церкви.

## История
Православный храм святой Параскевы Пятницы в Квятоне был построен в 1933 году после того, как жители Квятоня, бывшие грекокатоликами перешли в православие во время Тылявского раскола.
После 1946 года, когда жители села Квятонь были переселены на западные территории Польши во время операции «Висла» храм использовался в качестве магазина. В 1956 году некоторые высланные семьи вернулись в село. В 1988 году храм во время празднования 1000-летия Крещения Руси был передан православной общине. В 1989 году состоялось повторное освящение храма.

## Описание
Деревянный храм построен в характерном для западнолемковской архитектуры трёхкупольном стиле XIX века. Храм отличается от остальной лемковской архитектуры наличием единственного купола и отсутствием башни.

## Источник
- G. i Z. Malinowscy, E. i P. Marciniszyn, Ikony i cerkwie. Tajemnice łemkowskich świątyń, Carta Blanca, Warszawa 2009, ISBN 978-83-61444-15-2